# Kepler-432b
Kepler-432b (también conocido por su designación Kepler, KOI-1299,01) es un exoplaneta superjúpiter caliente que orbita la estrella gigante Kepler-432 A. Es el más interno de dos planetas descubiertos por la nave espacial Kepler de la NASA. Se encuentra a unos 2830 años luz (870 parsecs) de distancia de la Tierra en la constelación de Cygnus. El exoplaneta se encontró utilizando el método de tránsito, en el que se mide el efecto de atenuación que causa un planeta cuando cruza frente a su estrella. 

## Características

### Masa, radio y temperatura
Kepler-432b es un súper Júpiter caliente, un exoplaneta que tiene un radio y una masa más grandes que los del planeta Júpiter, y con una temperatura extremadamente alta. Tiene una temperatura de 809 K (536 °C; 997 °F). Tiene una masa de 5,41 M☉ y un radio de 1,45 R☉. También tiene una densidad relativamente alta para dicho planeta, con 4,46 g cm 3.

### Estrella madre
El planeta orbita una estrella gigante (tipo K) llamada Kepler-432 A. Kepler-432 A ha agotado el hidrógeno en su núcleo y ha comenzado a expandirse hacia una gigante roja. La estrella tiene una masa de 1.32 M☉ y un radio de 4.06 R☉. Tiene una temperatura superficial de 4995 K y tiene 4.200 millones de años. En comparación, el Sol tiene unos 4.600 millones de años y tiene una temperatura superficial de 5778 K.
La magnitud aparente de la estrella, o lo brillante que parece desde la perspectiva de la Tierra, es 13. Es demasiado tenue para ser visto a simple vista. 

### Órbita
Kepler-432b orbita su estrella madre con 920% de la luminosidad del Sol (9,2 L☉) aproximadamente cada 52 días a una distancia de 0,30 UA (cerca de la distancia orbital de Mercurio del Sol, que es de 0,38 UA). Tiene una órbita excéntrica, con una excentricidad de 0.5134. 

## Interacciones estelares y vida restante
Las observaciones hechas en Kepler-432b revelan que su estrella madre está causando que la órbita del planeta decaiga gradualmente a través de las interacciones de las mareas. A medida que Kepler-432 A asciende a una gigante roja, continuará expandiéndose más allá de la órbita de Kepler-432b, probablemente envolviéndola por completo. El arrastre entre la fotosfera estelar y el gigante gaseoso causaría que su órbita gire en espiral hacia adentro hasta que la estrella la vaporice después de que la ablación y la vaporización afecten al planeta. 
De alguna manera, esto ayuda a estudiar cómo interacciones similares eventualmente harán que la Tierra sea engullida por el Sol como un gigante rojo, dentro de unos 7 mil millones de años. 

## Descubrimiento
En 2009, la nave espacial Kepler de la NASA estaba completando la observación de estrellas en su fotómetro, el instrumento que utiliza para detectar eventos de tránsito, en el que un planeta cruza y atenúa a su estrella anfitriona durante un período breve y más o menos regular. En esta última prueba, Kepler observó 50.000 estrellas en el Catálogo de entrada de Kepler, incluido Kepler-419, las curvas de luz preliminares se enviaron al equipo científico de Kepler para su análisis, que eligió compañeros planetarios obvios del grupo para el seguimiento en los observatorios. Las observaciones de los posibles candidatos a exoplanetas tuvieron lugar entre el 13 de mayo de 2009 y el 17 de marzo de 2012. Después de observar los tránsitos respectivos, que para Kepler-432b ocurrían cada 50 días, finalmente se concluyó que un compañero planetario era responsable de los tránsitos periódicos de 50 días. El descubrimiento del extraño planeta se anunció el 24 de enero de 2015.  